# San Fernandos flygplats (Chile)
San Fernando Airport är en flygplats i Chile.   Den ligger i provinsen Provincia de Colchagua och regionen Región de O'Higgins, i den södra delen av landet, 130 km söder om huvudstaden Santiago de Chile. San Fernando Airport ligger 336 meter över havet.
Terrängen runt San Fernando Airport är kuperad västerut, men österut är den platt. Närmaste större samhälle är San Vicente de Tagua Tagua, 17,3 km nordväst om San Fernando Airport. 
Trakten runt San Fernando Airport består till största delen av jordbruksmark. Runt San Fernando Airport är det ganska tätbefolkat, med 62 invånare per kvadratkilometer.